# Euscheloribates clavisetus
Euscheloribates clavisetus är en kvalsterart som beskrevs av Sandór Mahunka 1988. Euscheloribates clavisetus ingår i släktet Euscheloribates och familjen Scheloribatidae. Inga underarter finns listade i Catalogue of Life.